# 岐阜県立郡上高等学校和良分校
岐阜県立郡上高等学校 和良分校（ぎふけんりつ ぐじょうこうとうがっこう わらぶんこう）とは、かつて岐阜県郡上郡和良村（現・郡上市和良町）にあった公立の高等学校の分校。

## 概要
- 郡上高等学校の分校であり、定時制普通科を設置していた。旧・和良青年学校の生徒のために設置。県立高等学校の分校であるが、設置者は和良村であった。運営も和良村が行っており、「村立和良高校」(そんりつ わらこうこう)とも称していた[1][2]。
- 跡地は和良小学校の敷地の一部となっている。

## 沿革
- 1948年（昭和23年）
  - 4月 - 岐阜県立郡上農林高等学校和良分校として開校。昼間定時制の農業科（男子）、家庭科（女子）を設置。校舎は旧・和良青年学校の校舎を使用。
  - 7月2日 - 授業を開始。開校時の生徒数は農業科10名、家庭科10名。
  - 8月 - 岐阜県立郡上高等学校和良分校に改称する。授業は男子が昼間四日制、女子が昼間五日制であり、春と秋に、各1ヶ月間の農業実習授業が行われていた。
- 1952年（昭和27年）4月 - 定時制普通科を設置。農業科と家庭科を廃止し、普通科に農業コース、家庭コースを設置。
- 1954年（昭和29年）9月 - 校舎（木造2階建）が完成
- 1965年（昭和40年）11月 - 校舎が完成。
- 1967年（昭和42年） - 体育館（和良小学校・和良中学校と兼用）が完成。
- 1970年（昭和45年）4月 - 授業を昼間六日制に変更し、春秋の農業実習授業を、各1週間に短縮。
- 1975年（昭和50年）4月 - 春秋の農業実習授業を、各三日間に短縮。
- 1978年（昭和53年）11月5日 - 分校旗、分校歌を制定。
- 1997年（平成9年）4月 - 募集を停止。
- 2000年（平成12年）
  - 3月26日 - 閉校式を行う。
  - 3月31日 - 廃校。廃校時の生徒数は5名。